# تی-۴۰

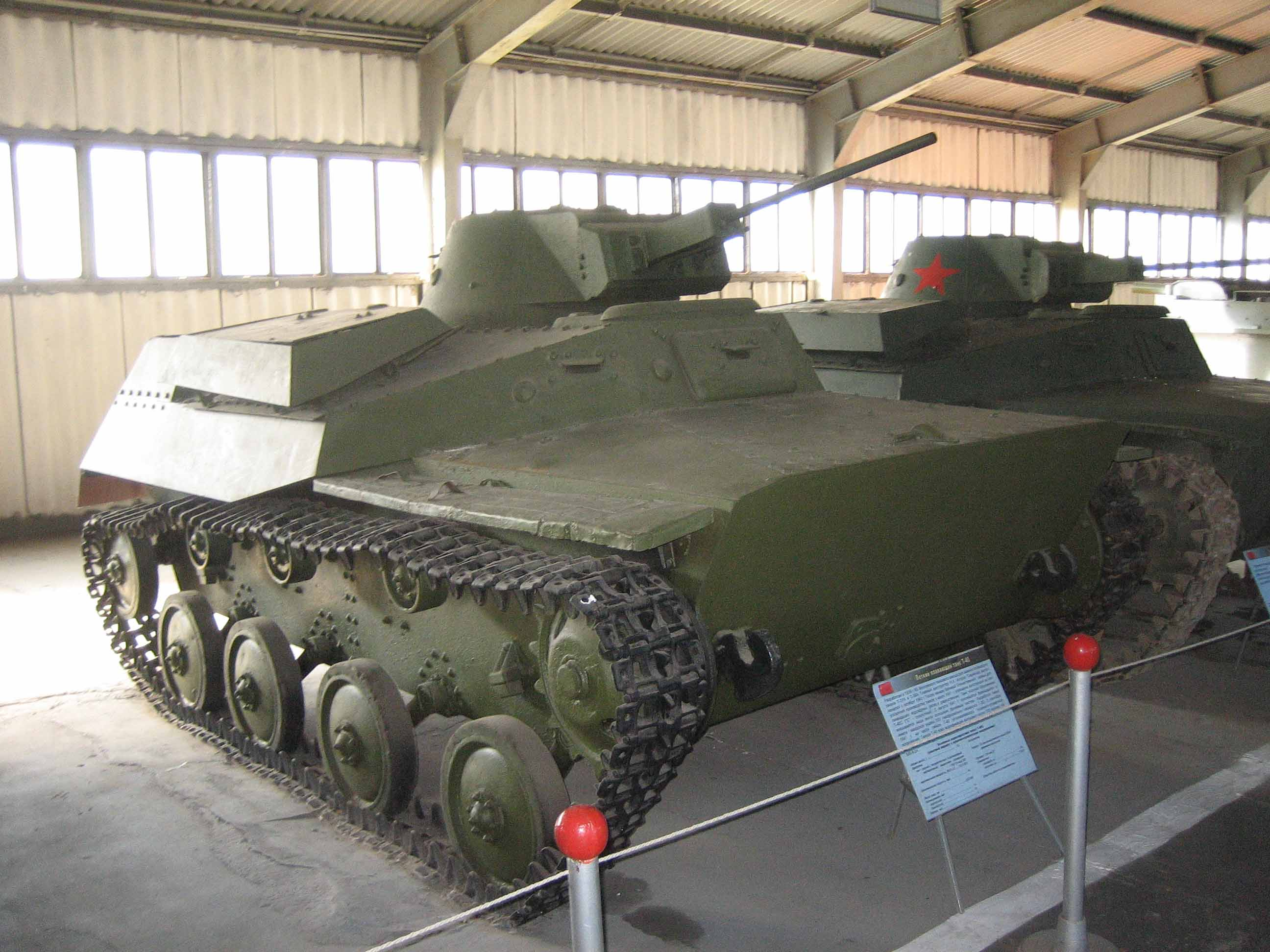
تانک تی-۴۰

تی-۴۰ تانک سبک آبی خاکی دیده‌بانی بود که توسط اتحاد جماهیر شوروی در طول جنگ جهانی دوم مورد استفاده قرار گرفت. قابلیت دوگانه آن برای ارتش سرخ بسیار مهم بود. همانطور که تولید بیش از ۱۵۰۰ تانک دوگانه در ۱۹۳۰ گواه این مدعاست.
تی-۴۰ برای جایگزینی تی-۳۷ و تی-۳۸ تانک‌های دوگانه سبک در نظر گرفته شده بود.